# 厄赖格洛克
厄赖格洛克，是匈牙利绍莫吉州所辖的一个村。总面积20.72平方公里，总人口1609，人口密度77.7人/平方公里（2011年1月1日）。